# Handianus magnificus
Handianus magnificus är en insektsart som beskrevs av Alexander Fyodorovich Emeljanov 1964. Handianus magnificus ingår i släktet Handianus och familjen dvärgstritar. Inga underarter finns listade i Catalogue of Life.